# Paul Jourdier
Paul Jourdier, né le 20 octobre 1907 à Nevers et mort le 2 avril 1995 à Neuilly-sur-Seine, est un officier de cavalerie français. Il est l'un des trente premiers Compagnons de la Libération par décret du 1er février 1941,,

## Biographie

### Origines, études et formation
Paul Jourdier est le dernier né de Georges-Maurice Jourdier, officier d'active mort pour la France en 1914 et d'Antoinette Tiersonnier. En 1925, il entre à l'École spéciale militaire de Saint-Cyr et en sort à 19 ans, pour faire carrière dans la cavalerie.
En 1930, fraîchement promu lieutenant (en 1929, à l'âge de 21 ans), il se porte volontaire pour le Maroc où il participe aux combats de pacification au sud de l'Atlas pour lesquels il sera cité à l'Ordre de l'Armée.

### La guerre
Le 30 juin 1940, Paul Jourdier refuse l’armistice et rejoint les forces britanniques en Palestine mandataire avec les volontaires de son escadron de Spahis du 192e groupe de reconnaissance de division d'infanterie, sans jamais avoir eu connaissance de l'appel du Général de Gaulle. Le 2 janvier 1941 à Umbrega où il défait un ennemi bien supérieur en nombre, il dirige la dernière charge au sabre de l'histoire de la cavalerie française et apporte à la France libre son premier succès terrestre malgré les lourdes pertes. En juin 1941, il prendra part à la campagne de Syrie jusqu'à l'armistice de Saint-Jean-d'Acre.
Il équipe les Spahis, les rassemble et les organise en un régiment de reconnaissance, le 1er régiment de marche de spahis marocains (1er RMSM) qui sera le premier régiment blindé de la France Libre.

### Vie privée
En 1941, Paul Jourdier épouse Nathalie de Bilderling (1912-2002), fille de Pierre de Bilderling et petite-fille du général Alexandre von Bilderling. De leur union sont nés quatre enfants.
Paul Jourdier termine sa carrière active en 1961. Il meurt le 2 avril 1995 à Neuilly-sur-Seine. Il est inhumé au cimetière de Verneuil dans la Nièvre.

## Distinctions
- Officier de la Légion d'honneur[Quand ?]
- Compagnon de la Libération, par décret du 1er février 1941
- Croix de guerre 1939–1945 avec palme
- Croix de guerre des Théâtres d'opérations extérieurs, palme de bronze
- Croix du combattant
- Médaille coloniale avec agrafe  « Maroc », « Sahara », « Érythrée », « Libye »
- War Medal 1939-1945 avec feuille de chêne, mention in a Despatch (Royaume-Uni)
- Commandeur de l'ordre du Ouissam alaouite (Maroc)
- Officier de l'ordre d'Orange-Nassau (Pays-Bas)
- Commandeur du Nichan Iftikhar (Tunisie)